# Adam Lundqvist
Adam Lundqvist (sinh ngày 20 tháng 3 năm 1994), thỉnh thoảng phát âm Adam Lundkvist, là một cầu thủ bóng đá người Thụy Điển thi đấu cho Houston Dynamo ở vị trí hậu vệ. He previously played for Swedish team IF Elfsborg.

## Thống kê sự nghiệp
Tính đến 31 tháng 5 năm 2018
| Thành tích câu lạc bộ       | Thành tích câu lạc bộ | Thành tích câu lạc bộ | Giải vô địch | Giải vô địch | Cúp                   | Cúp                   | Châu lục                  | Châu lục                  | Khác                       | Khác                       | Tổng cộng | Tổng cộng |
| Câu lạc bộ                  | Mùa giải              | Giải đấu              | Số trận      | Bàn thắng    | Số trận               | Bàn thắng             | Số trận                   | Bàn thắng                 | Số trận                    | Bàn thắng                  | Số trận   | Bàn thắng |
| Thụy Điển                   | Thụy Điển             | Thụy Điển             | Giải vô địch | Giải vô địch | Cúp bóng đá Thụy Điển | Cúp bóng đá Thụy Điển | Europa League             | Europa League             | Siêu cúp bóng đá Thụy Điển | Siêu cúp bóng đá Thụy Điển | Tổng cộng | Tổng cộng |
| --------------------------- | --------------------- | --------------------- | ------------ | ------------ | --------------------- | --------------------- | ------------------------- | ------------------------- | -------------------------- | -------------------------- | --------- | --------- |
| If Elfsborg                 | 2013                  | Allsvenskan           | 2            | 0            | 6                     | 0                     | 2                         | 0                         | —                          | —                          | 10        | 0         |
| If Elfsborg                 | 2014                  | Allsvenskan           | 20           | 1            | 1                     | 0                     | 6                         | 0                         | 1                          | 0                          | 27        | 1         |
| If Elfsborg                 | 2015                  | Allsvenskan           | 29           | 1            | 6                     | 0                     | 6                         | 0                         | —                          | —                          | 41        | 1         |
| If Elfsborg                 | 2016                  | Allsvenskan           | 25           | 1            | 4                     | 0                     | —                         | —                         | —                          | —                          | 29        | 1         |
| If Elfsborg                 | 2017                  | Allsvenskan           | 29           | 0            | 4                     | 0                     | —                         | —                         | —                          | —                          | 33        | 9         |
| If Elfsborg                 | 2018                  | Allsvenskan           | 5            | 0            | 2                     | 0                     | —                         | —                         | —                          | —                          | 7         | 0         |
| If Elfsborg                 | If Elfsborg Total     | If Elfsborg Total     | 110          | 3            | 23                    | 0                     | 14                        | 0                         | 1                          | 0                          | 148       | 3         |
| Hoa Kỳ                      | Hoa Kỳ                | Hoa Kỳ                | Giải vô địch | Giải vô địch | US Open Cup           | US Open Cup           | CONCACAF Champions League | CONCACAF Champions League | MLS Playoffs               | MLS Playoffs               | Tổng cộng | Tổng cộng |
| Rio Grande Valley FC (mượn) | 2018                  | United Soccer League  | 1            | 0            | —                     | —                     | —                         | —                         | —                          | —                          | 1         | 0         |
| Houston Dynamo              | 2018                  | Major League Soccer   | 1            | 0            | 0                     | 0                     | —                         | —                         | 0                          | 0                          | 1         | 0         |
| Career Totals               | Career Totals         | Career Totals         | 112          | 3            | 23                    | 0                     | 14                        | 0                         | 1                          | 0                          | 150       | 3         |